# William Garner Sutherland
William Garner Sutherland, né le 27 mars 1873 dans le comté de Portage (Wisconsin) et mort le 24 septembre 1954 à Pacific Grove (Californie), est un ostéopathe américain.

## Biographie
William Garner Sutherland a d'abord été journaliste à l'Austin Daily Head.
Intéressé par l'ostéopathie, il conseille à son frère souffrant d'en consulter un. À la suite de sa guérison, il décide de devenir ostéopathe.
William Garner Sutherland était étudiant à Kirksville à la fin du XIXe siècle. En observant les sutures des os du crâne, il fut frappé par leur agencement : "Alors que je restais à contempler, tout en pensant, inspiré par la philosophie du Dr Still, mon attention fut attirée par les biseaux des surfaces articulaires de l'os sphénoïde. J'eus soudain cette pensée - comme une pensée guide - biseautées, comme les ouîes du poisson, indiquant une mobilité pour un mécanisme respiratoire." Il engage dès lors des recherches afin de prouver la validité d'une telle idée. Son étude de l'anatomie des os du crâne et les essais qu'il pratique sur lui-même le convainquent peu à peu de l'intérêt de cette hypothèse. En 1900, il devient médecin avec comme intérêt principal le crâne humain. Pendant vingt ans il l'étudiera jusqu'à développer son concept de mécanisme respiratoire primaire, soit le mouvement rythmique des os du crânes sous l'effet des pulsations du cerveau.
En 1939, il publie le résultat de ses recherches dans The cranial bowl (La boule crânienne), accueilli avec indifférence ou scepticisme. Un grand soutien lui est toutefois apporté par le Dr Kimberley[réf. nécessaire], un neurochirurgien américain. Son élève, Harold Magoun, poursuivit son œuvre et publia en 1951 Osteopathy in the cranial field (Ostéopathie dans le champ crânien), le livre de référence de l'ostéopathie crânienne.
Il passe les dernières années de sa vie à enseigner et voyager.